# سقط جنین در ژاپن

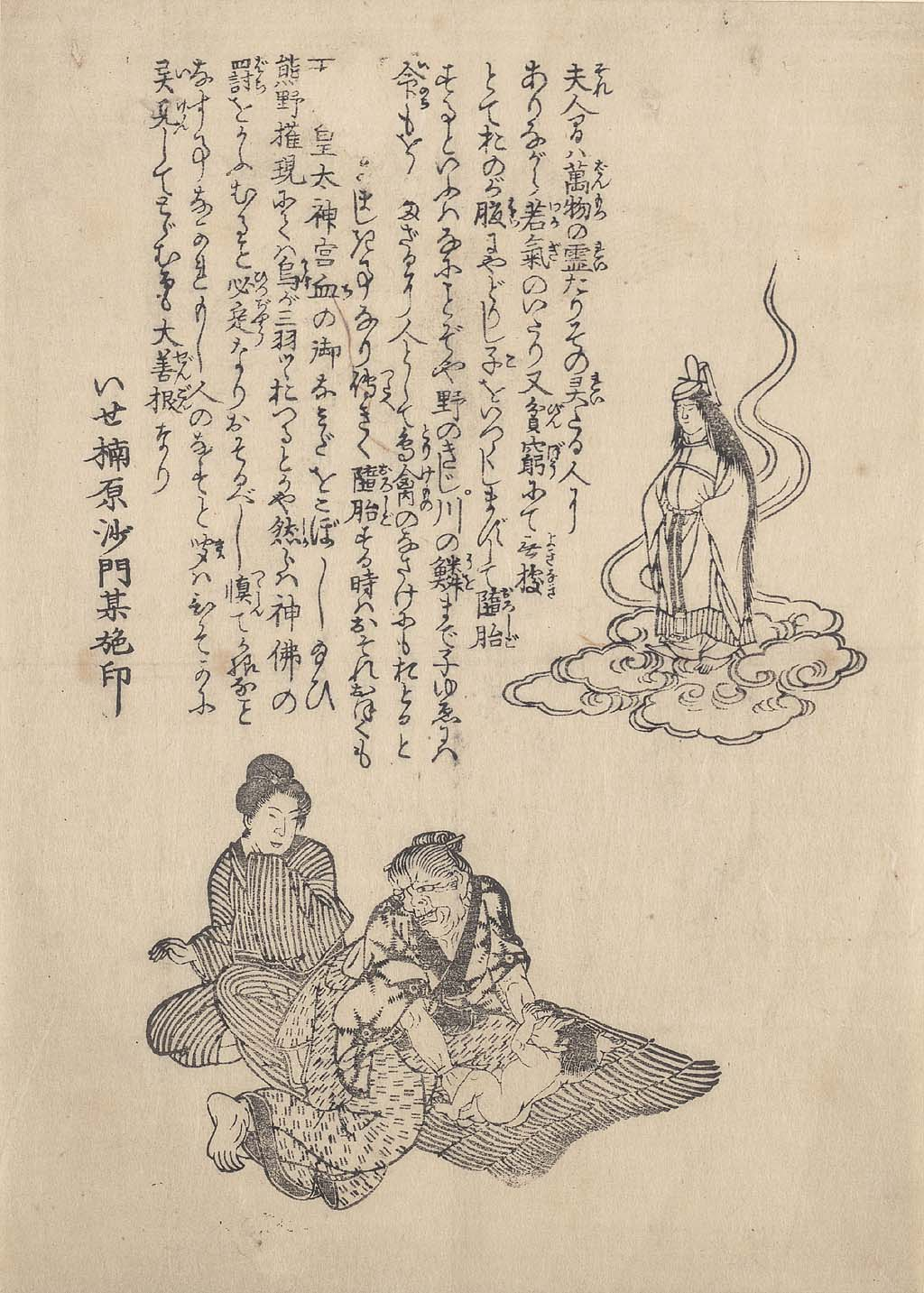
نقاشی از سقط جنین در ژاپن

سقط جنین در ژاپن برای زنان با مشکلات اقتصادی یا حاملگی بر اثر تجاوز جنسی، تحت محدودیت ۲۲ هفته مجاز است. بشرطی که سلامت زن هرگز به خطر نیفتد.

## قانون مجازات ژاپن
فصل بیست و نهم قانون مجازات ژاپن، سقط جنین را در این کشور غیرقانونی می‌داند، اما استثنائات قانون به اندازه‌ای گسترده‌است که به‌طور فزاینده پذیرفته شده و اجرا می‌شود. استثنائات ممنوعیت سقط جنین توسط قانون حمایت از سلامت مادر تنظیم می‌شود که به پزشکان مجاز اجازه می‌دهد در صورتی که حاملگی در نتیجه تجاوز جنسی بوده باشد یا اگر ادامه بارداری سلامت مادر را به دلایل فیزیکی یا اقتصادی به خطر بیندازد، سقط جنین را بر روی یک زن انجام دهند. هر کس بدون رضایت زن اقدام به سقط جنین کند، از جمله پزشکان تحت پیگرد قانونی قرار خواهد گرفت. اگر زنی متأهل باشد، رضایت همسرش نیز برای تأیید سقط جنین به دلایل اجتماعی-اقتصادی لازم است، اگرچه در صورتی که او در ازدواج دچار مشکل باشد، از آزار و اذیت یا سایر مسائل خانگی رنج می‌برد، این قانون اعمال نمی‌شود. حامیان حقوق، علیرغم اینکه رضایت شریک زندگی برای زنان مجرد و زنانی که توسط شرکای بدسرپرست یا از طریق تجاوز جنسی باردار شده‌اند، ضروری نیست، بسیاری از پزشکان و موسسات پزشکی از ترس اینکه دچار مشکل قانونی شوند به دنبال امضای مردی هستند که گمان می‌رود زن را باردار کرده‌است.
هیچ داروی سقط جنین در ژاپن تأیید نشده‌است. با این حال، پزشکان مورد تأیید می‌توانند طبق همان قانون حمایت از سلامت مادر، از داروی سقط جنین وارداتی استفاده کنند. هر شخص دیگری که با استفاده از داروهای تخصصی سقط جنین، جنین را سقط کند مجازات می‌شود.

## پیشینه
در سال ۱۸۴۲، شوگون در ژاپن، سقط جنین القایی را در ادو ممنوع کرد، اما این قانون تا سال ۱۸۶۹ که سقط جنین در سراسر کشور ممنوع شد، بر بقیه مناطق ژاپن تأثیری نداشت. با این حال، مجرم به ندرت مجازات می‌شد، مگر اینکه جنین در نتیجه زنا باشد یا زن در نتیجه عمل سقط جنین مرده باشد.
به گفته محقق تیانا نورگرن، سیاست سقط جنین در دولت میجی مشابه سیاست دوره ادو بود و با این باور که جمعیت زیاد نفوذ نظامی و سیاسی بیشتری در صحنه بین‌المللی خواهند داشت، تقویت می‌شد. در سال ۱۸۶۸ امپراتور، ماماها را از انجام سقط جنین منع کرد و در سال ۱۸۸۰ اولین قانون جزایی ژاپن سقط جنین را جرم اعلام کرد. مجازات سقط جنین در سال ۱۹۰۷ شدیدتر شد، زمانی که قانون جزا تجدید نظر کرد: زنان می‌توانستند تا یک سال به دلیل سقط جنین زندانی شوند. قانون سقط جنین در سال ۱۹۰۷ هنوز از نظر فنی امروزی قابل اجرا است، اما قوانین دیگر تأثیرات آن را لغو کرده‌است.
پس از جنگ جهانی دوم، ژاپن در یک بحران جمعیتی قرار گرفت. در سال ۱۹۴۶، ۱۰ میلیون نفر در معرض خطر گرسنگی اعلام شدند و بین سال‌های ۱۹۴۵ تا ۱۹۵۰، جمعیت ۱۱ میلیون نفر افزایش یافت. در سال ۱۹۴۸، در پی پرونده میوکی ایشیکاوا، ژاپن سقط جنین را در شرایط خاص قانونی کرد. قانون حمایت از اصلاح نژاد در سال ۱۹۴۸ ژاپن را به یکی از اولین کشورهایی تبدیل کرد که سقط جنین القایی را قانونی کرد. در سال ۱۹۴۹، یک تجدید نظر به تصویب رسید که سقط جنین را در صورت ناراحتی شدید جسمی یا اقتصادی برای مادر ارائه می‌کرد. شرط دیگری در سال ۱۹۵۲ اضافه شد که بر اساس آن مادر باید آستانه اقتصادی از شرایط بد زندگی را برای سقط جنین داشته باشد. کل این قانون به عنوان قانون حمایت از سلامت مادران در سال ۱۹۹۶ بازنگری شد.

## آمار
به‌طور کلی، در سال ۲۰۱۹، تعداد کل سقط‌های گزارش شده به‌طور رسمی ۱۵۶٬۴۳۰ مورد بود که نشان دهنده کاهش ۵۶ درصدی نسبت به تعداد گزارش شده برای سال ۲۰۰۰ است. نرخ کلی سقط جنین از ۲۲٫۳ به ۱۵٫۳ سقط در هر ۱۰۰۰ زن ۱۵ تا ۳۹ ساله تغییر کرد. سقط جنین در سال ۱۹۸۰، ۵۹۸٬۰۸۴ و در ۱۹۶۰ برابر ۱٬۰۶۳٬۲۵۶ بود. در سال ۲۰۱۹، ۴۹ سقط جنین برای زنان ۱۳ ساله و کمتر و ۳۹۰۴ مورد دیگر برای زنان ۱۴ تا ۱۷ ساله گزارش شده‌است. حدود ۳۹۸۰۵ سقط جنین بر روی زنان ۲۰ تا ۲۴ ساله انجام شد.
در سال ۲۰۲۰، طبق آمار وزارت بهداشت، ۱۴۵۳۴۰ سقط جنین صورت گرفت که ۷٫۳ درصد نسبت به سال قبل کاهش داشت.
به گفته محققان، در بیش از ۹۹ درصد موارد، دلیل گزارش شده برای سقط جنین، حفظ سلامتی زن بوده‌است. این درصد طی سالهای ۱۹۷۵–۱۹۹۵ ثابت باقی ماند. همان محققان همچنین پیشنهاد می‌کنند که اگرچه ارقام رسمی ممکن است کمتر از نرخ واقعی سقط جنین به دلیل گزارش نادرست توسط پزشکان به منظور کاهش صورت‌حساب‌های مالیاتی و محافظت از هویت بیمار باشد، روندها ممکن است «به‌طور منطقی دقیق» باشند.

## مطالعات
یک مطالعه برای ارزیابی میزان بارداری ناخواسته در ژاپن، برای دوره‌ای که هنوز داروهای ضدبارداری خوراکی (OC) برای اهداف تنظیم خانواده قانونی نشده بود و زوج‌ها عمدتاً به کاندوم متکی بودند، انجام شد. داده‌های ارائه شده توسط بررسی ملی ژاپن در سال ۱۹۹۴ در مورد برنامه‌ریزی خانواده برای ایجاد سناریوهایی برای استفاده ملی پیشداروگیری از بارداری استفاده شد.

## داروها
قرص‌های ضدبارداری خوراکی در سال ۱۹۹۹ قانونی شدند. پیشگیری اضطراری از بارداری نیز در سال ۲۰۱۱ توسط وزارت بهداشت، کار و رفاه ژاپن تأیید شد.